# Resolutie 2178 Veiligheidsraad Verenigde Naties
Resolutie 2178 van de Veiligheidsraad van de Verenigde Naties werd unaniem door de VN-Veiligheidsraad aangenomen op 24 september 2014. De resolutie vroeg landen te voorkomen dat terreurstrijders zich naar het buitenland begaven en hun financiële en andere ondersteuning af te snijden.

## Inhoud
Terrorisme had zich verder over de wereld verspreid en in verschillende werelddelen steeg het aantal terreuraanslagen, ook deze gemotiveerd door onverdraagzaamheid en extremisme. De omstandigheden die terrorisme een voedingsbodem gaven moesten worden aangepakt en de lidstaten wilden er alles aan doen om conflicten op te lossen en te verhinderen dat terreurgroepen zich vestigden. Genomen maatregelen moesten wel voldoen aan het internationaal recht.
Een nijpend probleem waren terroristen die naar het buitenland reisden om daar opgeleid te worden of deel te nemen aan terroristische activiteiten, al dan niet in het kader van een gewapend conflict. Ze vervoegden dan organisaties als ISIL, ANF en splintergroepen van Al Qaida. Er waren internationale netwerken opgezet om hen over en weer te brengen. Ook werd meer gebruikgemaakt van communicatietechnologieën als het internet om te rekruteren, aan te zetten tot terreurdaden en geld op te halen.
Er werd benadrukt dat terrorisme niet kan worden geassocieerd met een godsdienst, nationaliteit of maatschappij. Ook werd erkend dat terrorisme niet kan worden verslagen met enkel militaire middelen. Er waren reeds initiatieven genomen, zoals het Globaal Antiterrorismeforum. Ook Interpol werkte tegen het probleem van de buitenlandse terreurstrijders. De lidstaten werden gevraagd de strijd tegen het fenomeen op te voeren, onder meer door radicalisering en rekrutering te voorkomen, buitenlandse terroristen te weren, de financiële ondersteuning van terreurstrijders af te snijden en te zorgen dat terugkerende terreurstrijders worden opgevangen. Ook moesten ze terreurstrijders die naar het buitenland proberen te reizen en zij die hen rekruteerden en financierden berechten.

## Verwante resoluties
- Resolutie 2133 Veiligheidsraad Verenigde Naties
- Resolutie 2170 Veiligheidsraad Verenigde Naties
- Resolutie 2195 Veiligheidsraad Verenigde Naties
- Resolutie 2199 Veiligheidsraad Verenigde Naties (2015)

Lijst ·  2133 ·  2134 ·  2135 ·  2136 ·  2137 ·  2138 ·  2139 ·  2140 ·  2141 ·  2142 ·  2143 ·  2144 ·  2145 ·  2146 ·  2147 ·  2148 ·  2149 ·  2150 ·  2151 ·  2152 ·  2153 ·  2154 ·  2155 ·  2156 ·  2157 ·  2158 ·  2159 ·  2160 ·  2161 ·  2162 ·  2163 ·  2164 ·  2165 ·  2166 ·  2167 ·  2168 ·  2169 ·  2170 ·  2171 ·  2172 ·  2173 ·  2174 ·  2175 ·  2176 ·  2177 ·  2178 ·  2179 ·  2180 ·  2181 ·  2182 ·  2183 ·  2184 ·  2185 ·  2186 ·  2187 ·  2188 ·  2189 ·  2190 ·  2191 ·  2192 ·  2193 ·  2194 ·  2195